# Hornická naučná stezka (Jihlava)
Hornická naučná stezka je naučná stezka, která přibližuje nejen historii těžby stříbra u Jihlavy, ale také geografii okolí a přírodní a kulturní zajímavosti. Její celková délka je cca 5 km a na trase se nachází 10 zastavení. K otevření došlo v roce 1998.
V roce 1998 ČSS ZO 6-18 Cunicunulus na žádost jihlavského magistrátu zhotovila projekt a následně vybudovala naučnou hornickou stezku na vrchu Rudný, ležícím nad obcí Zborná.

## Vedení trasy
Stezka začíná na okraji Lesnova, místní části Jihlavy, odkud pokračuje rovně po lesní cestě. Asi po 550 m následuje krátká odbočka vlevo. Následně pokračuje od "rozcestí" dalších asi 100 m rovně, aby zahnula doleva na vrch Šacberk (Rudný) se zbytky rozhledny. Ze Šacberku sestupuje na okraj Zborné, kde se stáčí doleva na silničku od Ski areálu Šacberk. Ta jej dovádí na silnici od Zborné, zabočuje doleva a přes osadu U Lyžaře, kousek za níž zatáčí vpravo na lesní cestu, kterou prochází spolu s modrou turistickou značkou. Po asi 200 metrech zabočuje vlevo na okraj osady Nad Borovinkou a po silničce a posléze i po Smrčenské ulici k parkovišti pod krematoriem. Kousek za parkovištěm uhýbá do ulice Pod rozhlednou a vrací se zpátky na začátek.

## Zastavení
- Stříbrná Jihlava
- Střecha Evropy
- Obvaly
- Šachta sv. Jiří (sv. Trojice)
- Vodotěžný stroj
- Rozhledna na vrchu Rudný
- Horniny v okolí vrchu Rudný
- Hornický náhon
- Obyvatelé místních lesů
- Šachetní dolování

Další pozůstatky těžby stříbra v okolí Jihlavy:
- štola sv. Jana Nepomuckého (trpasličí jeskyně) – u rybníka Borovinka
- lokalita Bílý Kámen – ve stráni naproti rybníku Lomák za obcí Bílý Kámen
- lokalita Rounek – u hájenky u vsi Rounek